# Nasser Bourita
Nasser Bourita, (en árabe: ناصر بوريطة‎) nacido el 27 de mayo de 1969, es un diplomático marroquí que desempeña el cargo de Ministro de Relaciones Exteriores, Cooperación Africana y Marroquíes Expatriados desde el 5 de abril de 2017.

## Educación
Bourita nació en Taounate, Marruecos. En 1991, Bourita obtuvo su licenciatura en derecho público de la Universidad Mohammed V de Rabat.

## Carrera

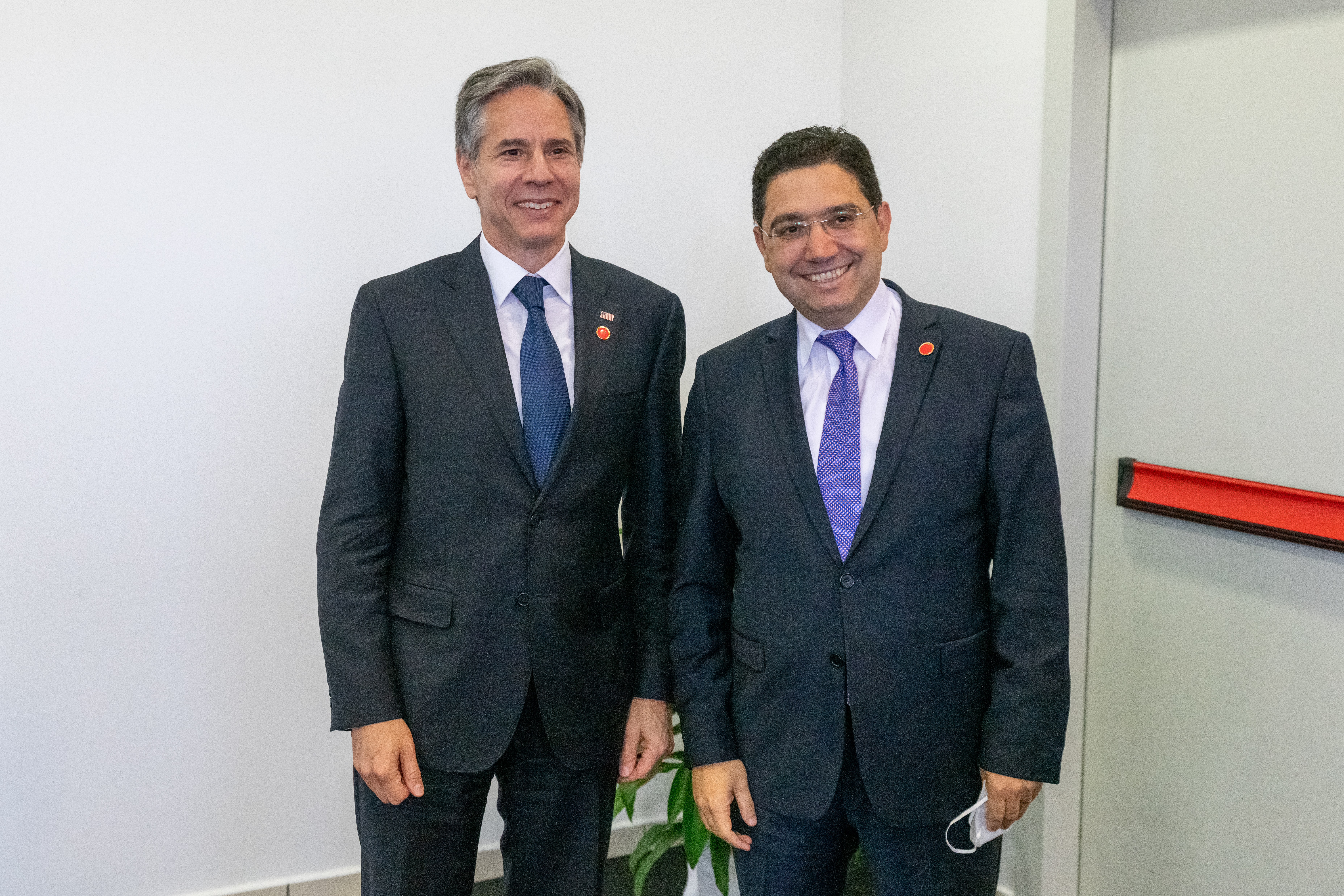
Bourita se reúne con el Secretario de Estado de los Estados Unidos, Antony J. Blinken, en Roma en junio de 2021.

Bourita se incorporó a la Dirección de Cooperación Multilateral del Ministerio de Asuntos Exteriores en Rabat en 1992. De 1995 a 2002, fue el primer secretario de la Embajada de Marruecos en Viena. En 2002, fue jefe del Departamento de Órganos Principales de las Naciones Unidas. En 2002, también fue nombrado asesor de la Misión de Marruecos ante las Comunidades Europeas en Bruselas. De diciembre de 2003 a 2006, Bourita fue jefe de División de la ONU.
Fue nombrado Secretario General del Ministerio de Asuntos Exteriores y de Cooperación en 2011 y luego Ministro Delegado del Ministro de Asuntos Exteriores y de Cooperación en 2016. En 2017, Bourita fue nombrado ministro de Relaciones Exteriores en el gobierno de Saadeddine Othmani. El 7 de octubre de 2021, fue reelegido como Ministro de Asuntos Exteriores de Marruecos en el gobierno de Aziz Akhannouch.
El 29 de octubre de 2022, Bourita llegó a Argelia para participar en la reunión preparatoria de ministros de Asuntos Exteriores del Consejo de la Liga Árabe. También representó al rey en la cumbre de la Liga Árabe de 2022 y fue recibido por Abdelmadjid Tebboune.
El 11 de noviembre de 2022, Bourita asistió al 5º Foro de Paz de París. El 21 de noviembre de 2022, Bourita se reunió con el embajador de Estados Unidos en Marruecos, Puneet Talwar, en el Ministerio de Asuntos Exteriores en Rabat.
En marzo de 2023, el moderado Partido de la Justicia y Desarrollo (PJD), que anteriormente dirigió el gobierno de 2011 a 2021, acusó a Bourita de "defender la entidad sionista... en un momento en que la ocupación israelí continúa con su agresión criminal contra nuestros hermanos palestinos". Posteriormente, el gabinete real emitió una declaración en la que reprochaba al PJD y agregaba que la política exterior de Marruecos era una prerrogativa del rey y no estaría "sujeta a chantaje".

## Vida personal
Bourita está casado y tiene dos hijos.